# Symphonie no 1 de Sibelius
Pour les articles homonymes, voir Symphonie no 1.
La Symphonie no 1 en mi mineur, op. 39, de Jean Sibelius a été commencée par le compositeur en 1898 et terminée en 1899.

## Historique
Cette symphonie a, en fait, été précédée par le poème symphonique Kullervo, op. 7, écrit en 1892. Elle est contemporaine de la première symphonie de Sergueï Rachmaninov. Elle est, comme cette dernière, dans l'héritage de Tchaikovski.
Le plan a été conçu à Berlin au printemps 1898. Ce plan initial prévoyait une musique à programme. Le premier mouvement devait décrire : « le vent froid qui souffle de la mer ». Le deuxième mouvement tirait son inspiration de Heine : « Le pin du Nord rêve au palmier du Sud ». Le troisième mouvement serait « Conte d'hiver » et le quatrième mouvement « Ciel de Jorma » - une référence au roman Panu de Juhani Aho, publié en 1897. Ce plan n'a pas été suivi, et il semble qu'il n'a joué aucun rôle dans ce qui est finalement devenu la première symphonie. Toutefois, dans le cahier des esquisses, il y a des références enthousiastes à Berlioz.
Sibelius mettait la touche finale à sa symphonie au printemps de 1899, au milieu d'une situation politiquement explosive. Le « Manifeste de Février » délivré par l'empereur de Russie vise à restreindre l'autonomie du Grand-duché de Finlande, et Sibelius a réagi par plusieurs compositions traduisant sa protestation. Le Chant des Athéniens (Op. 31/3) a été joué pour la première fois à Helsinki le 26 avril 1899, de même que la première symphonie, qui a été initialement appelée Symphonie en mi mineur, ou symphonie en quatre mouvements. Cette création de la symphonie dans sa version originale (qui a disparu) a été faite par l'Orchestre philharmonique d'Helsinki dirigé par le compositeur lui-même.
Le Chant des Athéniens a suscité chez le public un sentiment d'enthousiasme, mais bien sûr, les critiques ont également prêté attention à la symphonie. « La plus grande œuvre sortie de la plume de Sibelius », a écrit Oskar Merikanto dans Päivälehti.
La version révisée de la symphonie a été terminée au printemps-été 1900 pour la tournée européenne que devait faire l'orchestre dirigé par son ami, Robert Kajanus. L'atmosphère était sombre, car la troisième fille de Sibelius, Kirsti, était morte de maladie. Elle avait un peu plus d'un an, et Aino était tombée malade après avoir perdu son enfant.
La première de la version définitive a eu lieu le 1er juillet 1900 à Helsinki, toujours avec l'Orchestre philharmonique d'Helsinki dirigé par Robert Kajanus. Pendant la tournée, à l'été 1900, la première symphonie est devenue l'œuvre avec laquelle Sibelius a réussi une percée internationale. Il a été acclamé par les critiques à Stockholm, Copenhague, Hambourg, Berlin et - dans une moindre mesure - à Paris. La symphonie a été jugée inspirée par Tchaïkovski, mais surtout été reçue par les gens comme la voix d'un nouveau compositeur fascinant.

## Structure
Elle comprend quatre mouvements et dure approximativement 36 minutes.
1. Andante, ma non troppo - Allegro energico - en mi mineur
2. Andante, ma non troppo lento - en mi bémol majeur
3. Scherzo: Allegro - en ut majeur
4. Finale (quasi una fantasia): Andante - Allegro molto - en mi mineur

- Le premier mouvement commence très doucement par un solo de clarinette élégiaque s'élevant au-dessus du sourd grondement des timbales. Ce solo expressif introduit le thème principal réel soutenu par le trémolo des cordes. Le thème secondaire est donné par le hautbois. L'ensemble du mouvement est construit suivant la forme sonate.
- Le thème de base du second mouvement est d'abord entendu chez les violons, est repris et développé en cinq strophes.
- Le troisième mouvement est très rythmé avec un trio central plus lent («Lento»).
- Le quatrième mouvement est quasi une fantasia et commence avec le thème de la clarinette du 1er mouvement. En reliant des éléments de tous les mouvements, Sibelius trouve une unité pour le mouvement final uniforme, qui se termine sur un point d'orgue.

## Orchestration
| Instrumentation de la première symphonie |
| Cordes |
| premiers violons, seconds violons, altos, violoncelles, contrebasses 1 harpe                                                                    |
| Bois |
| 2 flûtes, dont une jouant du piccolo, 2 hautbois, 2 clarinettes, (en la dans les mouvements 1 et 4, en si dans les mouvements 2 et 3) 2 bassons |
| Cuivres |
| 4 cors, 3 trompettes, 3 trombones, 1 tuba |
| Percussions |
| timbales, triangle, cymbales, grosse caisse |

## Enregistrements
- Premier enregistrement: Orchestre symphonique de Londres, Robert Kajanus, HMV (mai 1930)
- Hallé Orchestra, Sir John Barbirolli, EMI (décembre 1966)
- Orchestre philharmonique de Berlin, Herbert von Karajan, EMI (2 janvier 1981)
- Orchestre philharmonique d'Oslo, Mariss Jansons, EMI (septembre 1990)
- Orchestre philharmonique de Vienne, Lorin Maazel, Decca (11 février 1992)
- Orchestre symphonique de Londres, Sir Colin Davis, BMG (1994)
- Orchestre philharmonique d'Oslo, Klaus Mäkelä, Decca, 2022